# Caryophyllia stellula
Espèce
Statut CITES
Caryophyllia stellula est une espèce de coraux appartenant à la famille des Caryophylliidae.